# ميدم (باركشير)
ميدم (بالإنجليزية: Midgham)‏ هي قرية و أبرشية مدنية تقع في المملكة المتحدة في إنجلترا. يقدر عدد سكانها بـ 334 نسمة ومساحتها 5.01 كم2 .

## أعلام
- ميخائيل إنجلاند